# André Hoekstra
André Hoekstra (ur. 5 kwietnia 1962 w Baarn) – piłkarz holenderski grający na pozycji pomocnika. W swojej karierze rozegrał 1 mecz i strzelił 1 gola w reprezentacji Holandii.

## Kariera klubowa
Swoją karierę piłkarską Hoekstra rozpoczynał w amatorskich klubach De Zerwers i VV Capelle. Następnie podjął treningi w Feyenoordzie. W 1981 roku awansował do kadry pierwszego zespołu. 10 kwietnia 1982 zadebiutował w jego barwach w Eredivisie w przegranym 0:1 wyjazdowym meczu z AZ Alkmaar. W sezonie 1982/1983 stał się podstawowym zawodnikiem Feyenoordu. W sezonie 1983/1984 wywalczył z Feyenoordem swoje jedyne w karierze mistrzostwo Holandii. W tym samym sezonie zdobył również swój jedyny Puchar Holandii w karierze. W Feyenoordzie występował do końca sezonu 1987/1988. Rozegrał w nim 181 ligowych meczów i strzelił 65 goli.
W 1988 roku Hoekstra odszedł z Feyenoordu i został zawodnikiem klubu RKC Waalwijk. Podobnie jak w Feyenoordzie, w RKC grał w podstawowym składzie. Piłkarzem RKC był do końca swojej kariery, czyli do 1994 roku.
| Sezon   | Klub         | Kraj     | Rozgrywki  | Mecze | Bramki |
| ------- | ------------ | -------- | ---------- | ----- | ------ |
| 1981/82 | Feyenoord    | Holandia | Eredivisie | 5     | 0      |
| 1982/83 | Feyenoord    | Holandia | Eredivisie | 28    | 6      |
| 1983/84 | Feyenoord    | Holandia | Eredivisie | 33    | 19     |
| 1984/85 | Feyenoord    | Holandia | Eredivisie | 30    | 12     |
| 1985/86 | Feyenoord    | Holandia | Eredivisie | 24    | 10     |
| 1986/87 | Feyenoord    | Holandia | Eredivisie | 30    | 8      |
| 1987/88 | Feyenoord    | Holandia | Eredivisie | 31    | 11     |
| 1988/89 | RKC Waalwijk | Holandia | Eredivisie | 13    | 0      |
| 1989/90 | RKC Waalwijk | Holandia | Eredivisie | 34    | 12     |
| 1990/91 | RKC Waalwijk | Holandia | Eredivisie | 6     | 3      |
| 1991/92 | RKC Waalwijk | Holandia | Eredivisie | 31    | 6      |
| 1992/93 | RKC Waalwijk | Holandia | Eredivisie | 14    | 0      |
| 1993/94 | RKC Waalwijk | Holandia | Eredivisie | 17    | 0      |

## Kariera reprezentacyjna
Swój jedyny mecz w reprezentacji Holandii Hoekstra rozegrał 14 marca 1984. Holandia wygrała wówczas w towarzyskim meczu rozegranym w Amsterdamie z Danią 6:0. W 60. minucie tego meczu Hoekstra zdobył gola.
| Mecze i gole w reprezentacji | Mecze i gole w reprezentacji | Mecze i gole w reprezentacji | Mecze i gole w reprezentacji | Mecze i gole w reprezentacji | Mecze i gole w reprezentacji | Mecze i gole w reprezentacji |
| #                            | Data                         | Stadion                      | Rywal                        | Wynik                        | Gol                          | Rozgrywki                    |
| 1984                         | 1984                         | 1984                         | 1984                         | 1984                         | 1984                         | 1984                         |
| ---------------------------- | ---------------------------- | ---------------------------- | ---------------------------- | ---------------------------- | ---------------------------- | ---------------------------- |
| 1.                           | 14.03.1984                   | Amsterdam, Holandia          | Dania                        | 6:0                          | 1                            | towarzyski                   |